# Pałac Beylerbeyi
Pałac Beylerbeyi (tur. Beylerbeyi Sarayı) – znajduje się w Stambule w Turcji, w azjatyckiej części miasta, nad Bosforem.
Został wybudowany z polecenia sułtana Abdulaziza I przez braci architektów: Agopa i Sarkisa Baylana w latach 1861–1865, we francuskim stylu Neobarokowym, ale na tradycyjnym osmańskim planie: prostokątnym, z fasadą zwróconą w stronę Bosforu, z sześcioma holami (po trzy na każdym piętrze) i 24 pokojami.
Część południowo-zachodnia pałacu pełniła funkcje oficjalne, w części północno-wschodniej mieściły się prywatne apartamenty oraz harem.

## Część oficjalna
Wchodzi się do niej z holu wejściowego, z którego podwójne schody prowadzą do górnego holu przyjęć (zwanego Holem z Macicy Perłowej). Przylega do niego "Drewniany Pokój" – poczekalnia, wyłożona drogimi gatunkami drewna, oraz jadalnia. Korytarzem można dojść do holu z fontanną. Hol ten, oraz znajdujący się powyżej niego Salon Niebieski (nazwa pochodzi od szesnastu niebieskich kolumn otaczających pokój), stanowią połączenie z haremem.

## Prywatne apartamenty
Są o wiele mniejsze i urządzone skromniej niż część oficjalna. Składają się na nie dwa hole i skupione wokół nich pokoje, hol wejściowy i znajdujący się nad nim hol na piętrze, połączone podwójnymi schodami.
Wiele przedmiotów w pałacu pochodzi z Europy. Między innymi kryształowe żyrandole z Czech i wazy z Sevres.
Z tyłu pałacu znajdują się ogrody, przedzielone murem.